# Allsvenskan de 1998
A Primeira Divisão do Campeonato Sueco de Futebol da temporada 1998, denominada oficialmente de Allsvenskan 1998, foi a 74º edição da principal divisão do futebol sueco. O campeão foi o AIK  que conquistou seu 10º título nacional e se classificou para a Liga dos Campeões da UEFA de 1999-2000.

## Premiação
| Allsvenskan 1998         |
| Sweden                   |
| ------------------------ |
| AIK Campeão (10º título) |